# Helalia Johannes
Helalia Johannes (Oshali, 13 de agosto de 1980) es una deportista namibia que compite en atletismo. Ganó una medalla de bronce en el Campeonato Mundial de Atletismo de 2019, en la prueba de maratón.

## Palmarés internacional
| Campeonato Mundial | Campeonato Mundial | Campeonato Mundial | Campeonato Mundial |
| Año                | Lugar              | Medalla            | Prueba             |
| ------------------ | ------------------ | ------------------ | ------------------ |
| 2019               | Doha (Catar)       | Medalla de bronce  | Maratón            |